# Ipomoea santillanii
Ipomoea santillanii är en vindeväxtart som beskrevs av O'donell. Ipomoea santillanii ingår i släktet praktvindor, och familjen vindeväxter. Inga underarter finns listade i Catalogue of Life.